# Список малых базилик Фриули — Венеции-Джулии
Список малых базилик Фриули — Венеции-Джулии представляет собой список католических церквей автономной области Италии Фриули — Венеция-Джулия, которым присвоен титул малой базилики. Этот почётный титул присваивается римским папой в ознаменование древности церкви, её исторической важности или значимости как паломнического центра.
По состоянию на 2020 год в Фриули — Венеции-Джулии шесть базилик, четыре из них являются кафедральными соборами.
| № | Город                | Название по-русски            | Название по-итальянски                                      | Год основания | Дата присвоения титула | Фото | Координаты                      |
| - | -------------------- | ----------------------------- | ----------------------------------------------------------- | ------------- | ---------------------- | ---- | ------------------------------- |
| 1 | Аквилея              | Базилика Успения Девы Марии   | Basilica Patriarcale di Santa Maria Assunta                 | IV век        | традиционно            |      | 45°46′11″ с. ш. 13°22′15″ в. д. |
| 2 | Градо                | Базилика Святой Евфимии       | Basilica patriarcale di Sant’Eufemia                        | 580           | традиционно            |      | 45°40′36″ с. ш. 13°23′07″ в. д. |
| 3 | Монфальконе          | Базилика Святого Амвросия     | Duomo Arcipretale di Sant’Ambrogio                          | 1929          | 16 октября 1940        |      | 45°48′30″ с. ш. 13°32′01″ в. д. |
| 4 | Триест               | Собор Святого Иуста           | Basilica Cattedrale di San Giusto Martire                   | 1385          | 07 ноября 1899         |      | 45°38′47″ с. ш. 13°46′21″ в. д. |
| 5 | Удине                | Церковь Милостивой Богоматери | Santuario della Beata Vergine delle Grazie                  | 1495          | 26 апреля 1921         |      | 46°04′02″ с. ш. 13°14′21″ в. д. |
| 6 | Чивидале-дель-Фриули | Собор Успения Девы Марии      | Pieve collegiata Arcipretale o Duomo di Santa Maria Assunta | 1529          | 25 июня 1909           |      | 46°05′35″ с. ш. 13°25′54″ в. д. |